# Курдский национализм
Ку́рдский национали́зм (курд. کوردایەتی / Kurdayetî), также курди́зм или панкурди́зм — политическая идеология, а также общественно-политическое движение, выступающее за признание национальной самобытности курдов, в основе которой лежит убежденность в существовании обособленной курдской идентичности, уходящей своими корнями в древнюю историю, а также в необходимости самоопределения курдского народа на территории исторического Курдистана, ныне разделённой между четырьмя странами — Турцией, Ираном, Ираком и Сирией.

Ранний курдский национализм берёт начало со времён Османской империи, где он стал ярким выражением стремлений народа. После падения Османской империи земли, населённые преимущественно курдами, были разделены между Ираком, Сирией и Турцией, что сделало курдов значительным этническим меньшинством в каждом из новообразованных государств. Курдские националистические движения преследуются властями Турции и Ирана из-за опасения потери территорий в пользу потенциально независимого Курдистана.
С 1970-х годов иракские курды добивались большей автономии и даже полной независимости от режима партии Баас, которая ответила на это жестокими репрессиями. В 1980-х годах вооружённый мятеж во главе с Рабочей партией Курдистана (РПК) бросил вызов турецкой власти, на что та откликнулась введением военного положения. После войны в Персидском заливе в 1991 году иракские курды были защищены от армии иракского правителя Саддама Хусейна бесполётной зоной под командованием НАТО, что позволило им создать значительную автономию и самоуправление без контроля иракского центрального правительства. После вторжения коалиционных сил в Ирак в 2003 году, в результате которого произошло свержение диктатора Саддама Хусейна, Иракский Курдистан стал автономной областью, получив значительные права в самоуправлении, но так и не дойдя до полной независимости.
Курдский национализм уже давно поддерживается и продвигается курдской диаспорой по всему миру.

## История
Ранний курдский национализм возник в XVI веке среди курдской интеллигенции и некоторых верхушек племен. На протяжении XIX—XX вв. массово распространялся среди обычного населения в ответ на притеснения и насильственную ассимиляцию, которые лишь усиливали национальные чувства курдов.
В Персии курдские интеллектуальные произведения и поэзия XVI—XVII вв. указывают на то, что курдское население страны осознавало необходимость курдского единства и формирования политических и административных образований для курдов. Однако эти призывы к единству не доходили до широких слоев курдского населения вплоть до XX века, когда они пробудились в ответ на проведение политики национального государства путем смены иранских правителей. Эта политика не только оттолкнула курдов, но и лишила их равного доступа к гражданству. Примером была Конституционная революция 1905—1911 гг., которая возвысила персидский язык над курдским, утвердив его в качестве официального языка, языка управления и языка образования.
Основоположник курдской историографии Шараф-хан Бидлиси, в своей книге Шараф-наме («Книга чести»), написанной в 1597 году на персидском языке, писал, что Курдистан остается фактически непокоренным, а если некоторые из султанов и устремляли все свои старания на завоевание курдов, перенося неописуемые трудности и потери, то в конце концов они раскаивались и снова передавали эти земли их настоящим хозяевам. По его словам, кто захочет покорить Курдистан, — будет иметь дело прежде всего с правителями Бидлисского эмирата и с племенем рожки, откуда и происходил сам Шараф-хан.
Ахмад Хани, живший в конце XVII века и выступавший за создание Курдистана, также является одним из основателем курдского национализма. В своем романе Мам и Зин он писал:
Если бы у нас было единство между собой,
Если бы мы все вместе подчинялись друг другу,
Турки, арабы и персы,
Были бы все в нашем рабстве
...
О нация, будь нацией,
Пока ты не станешь нацией,
Ты не станешь государством
...
Я поражаюсь судьбе, которую Аллах предназначил курдам...
Курдам, которые саблей завоевали славу...
Как это случилось, что они покорены другими?...
Турки и персы ограждены курдскими стенами...
Каждый раз, когда арабы и турки выступают с войском,
Именно курды купаются в крови...
По-прежнему разъединенные и страдающие от распрей, они не слушают друг другаАхмад Хани, Мам и Зин, 1692 г.
Правители эмирата Сорана, в частности Мухаммед Равандузи, имели идеологию курдского национализма. Они стремились объединить все курдские эмираты под своим правлением и использовать курдский национальный костюм для своей армии. В 1818 году курдский эмират объявил свою независимость и подчинили под собой большинство курдских эмиратов. Но уже в 1836 году Соран был уничтожен войсками Османской Империи.
Масштабная попытка создания независимого курдского государства была предпринята в 1840-х годах Бедер-хан беком, эмиром области Бохтан (со столицей Джезире). В 1842 году он начал чеканить монету от собственного лица и совершенно перестал признавать власть султана. Однако летом 1847 г. Бохтан был занят турецкими войсками, эмират ликвидирован, а сам Бедерхан-бек взят в плен и сослан.
Новую попытку создать независимый Курдистан предпринял племянник Бедерхана Езданшир. Он поднял восстание в конце 1854 г., воспользовавшись Крымской войной; вскоре он сумел взять Битлис, а за ним и Мосул. После этого Езданшир начал готовить наступление на Эрзерум и Ван. Однако попытка соединиться с русскими не удалась: все его гонцы к генералу Муравьеву были перехвачены, а сам Езданшир был заманен на встречу с турецкими представителями, схвачен и отправлен в Стамбул (март 1855 г.).
Курдская националистическая борьба усилилась в конце XIX века, когда объединённое движение поставило себе целью создание курдского государства. Время от времени вспыхивали восстания, но только через десятилетия после османской центристской политики XIX века появилось первое современное курдское националистическое движение, возникшее из восстания во главе с Шейхом Убейдуллой — курдским помещиком и главой влиятельной семьи Шемдини. В 1880 Убейдулла потребовал политической автономии или даже полной независимости для курдов и признание государства Курдистан без вмешательства как со стороны турецкой, так и персидской власти. Восстание против династии Каджары и Османской империи в конечном итоге было подавлено османами, после чего Убейдуллу и других выдающихся участников депортировали в Стамбул.
Новый подъем национального движения в Курдистане наступил после Младотурецкой революции 1908 года. Возникает и тотчас приобретает популярность националистическое общество «Возрождение и прогресс Курдистана», главой которого был вернувшийся из ссылки шейх Абдель-Кадер — сын Обейдуллы; вслед затем возникает «Лига Курдистана», ставившая своей целью создать «Курдистан бейлик» (курдское княжество) то ли в составе Турции, то ли под протекторатом России или Англии — в этом отношении были разногласия. С ней был связан шейх племени барзани Абдель-Салям, поднявший ряд восстаний в 1909—1914 г.. и особенно Молла Селим, ставший лидером восстания в Битлисе в марте 1914 г. Современное курдское националистическое движение, возникшее после Первой мировой войны и падения Османской империи, во многом было реакцией на изменения, происходившие по всей Турции. Это были прежде всего радикальная секуляризация, которую курды-мусульмане решительно не восприняли, централизация власти, которая угрожала власти местных вождей и курдской автономии, а также стремительно растущий турецкий этнический национализм в новой Турецкой Республике, который, очевидно, угрожал социальным отторжением курдов. Западные государства (в частности, Великобритания), которые боролись с турками, также пообещали курдам выступить гарантами по вопросу курдской независимости, но впоследствии данное обещание было нарушено. Одной из организаций, заслуживающей внимания, является Общество по улучшению положения Курдистана (тур. Kürdistan Teali Cemiyeti), которое занимало ведущее место в создании отдельной курдской идентичности. Это дало преимущество в период политической либерализации второй конституционной эры (1908—1920) Турции: возрождённый интерес к курдской культуре и языку был трансформирован в политическое движение по национальному признаку. Данный акцент на курдов как отдельную этническую принадлежность был поддержан российскими антропологами примерно в начале XX века, которые предполагали, что курды принадлежат к европейской расе (по сравнению с азиатскими турками), основываясь на их физических характеристиках и языке, который является частью индоевропейской языковой семьи.

С лета 1918 года бороться против иранской власти на курдских территориях стал Симко Шикаки. Важность его восстания, которое длилось почти 25 лет, заключается в том, что после Первой мировой войны он контролировал почти половину территории Восточного Курдистана, выполняя роль правителя. С созданной и возглавленной им армией курдских крестьян, превращённой им в грозную боевую силу, он несколько раз одерживал крупные победы над иранской армией и захватил ряд городов в регионе. Несколько раз шахское правительство даже призывало его к началу переговоров о создании курдской автономии. К 1922 году он захватил ещё несколько иранских городов, но в том же году потерпел сокрушительное поражение в битве при Тадже и был вынужден бежать в Турцию. С помощью хитрой уловки был заманён в засаду иранскими войсками и убит 30 июня 1930 года.
В мире есть много наций, не охватывающие и половину численности курдов, но добившиеся независимости
Курдский народ также имеет право на независимость на своей земле,
Если курды не добьются независимости, то для них лучше смертьСимко Шикаки
При относительно открытом правительстве 1950-х годов курды получили политические должности и начали работать в рамках Турецкой Республики для достижения своих интересов, но это движение в сторону интеграции было остановлено государственным переворотом 1960. В 1970-х годах произошла эволюция курдского национализма в сторону марксистской политической мысли, которая повлияла на новое поколение курдских националистов, выступавших против местного строя, что служило традиционным источником оппозиции к власти. 27 ноября 1978 года была создана боевая сепаратистская Рабочая партия Курдистана (РПК).